# Fidel Muñoz Rodríguez
Fidel Muñoz Rodríguez; (* La Serena, el 7 de abril de 1867 - † Santiago, el 9 de marzo de 1937). Hijo de Juan Muñoz Godoy y Carlota Rodríguez Escudero. Se casó en Valparaíso, el 8 de febrero de 1896 con Abigaíl Cano Peel.
Educado en el Liceo de La Serena y luego en la Universidad de Chile, graduándose de abogado el 27 de abril de 1889, con una tesis titulada "Código Minero". En 1895 recibió su iniciación masónica en la Logia "Unión Fraternal N.°1" de Valparaíso, de la cual llegó a ser Gran Maestre Adjunto (1935).

## Actividades Públicas
- Militante del Partido Radical desde 1895.
- Relator de la Corte de Apelaciones de Valparaíso (1896-1900).
- Diputado por La Serena, Elqui y Coquimbo (1900-1903); integrante de la comisión permanente de Relaciones Exteriores.
- Delegado de Chile a la Conferencia Panamericana de Trabajo y Previsión Social, celebrada en México (1902).
- Diputado por La Serena, Elqui y Coquimbo (1903-1906); integró la comisión permanente de Gobierno Interior y Reglamento.
- Diputado por La Serena, Elqui y Coquimbo (1906-1909); formó parte de la comisión permanente de Legislación y Justicia.
- Diputado por San Carlos y Chillán (1909-1912); miembro de la comisión permanente de Relaciones Exteriores.
- Ministro de Obras Públicas (1910).
- Diputado por Valdivia y La Unión (1912-1915); integró la comisión permanente de Obras Públicas.
- Diputado por Valdivia y La Unión (1915-1918); figuró en la comisión permanente de Legislación y Justicia.
- Embajador de Chile en Ecuador (1919), Cuba (1921) y Venezuela (1923).
- Ministro de Hacienda (1924).[1]
- Fiscal de Sindicatura de Quiebras (1926).
- Miembro de la Academia de Ciencias Económicas de la Pontificia Universidad Católica de Chile (1928).
- Miembro del Club de La Unión y del Colegio de Abogados, siendo condecorado con la Orden al Mérito Militar.
- Colaborador de la obra "Jurisprudencia Corte de Valparaíso" y otras revistas de orden económico y político.